# 阿帕帕
阿帕帕（Apapa）是尼日利亚拉各斯的一个地方政府区域，位于拉各斯岛西部。北面是海滩，南面为大西洋，东西均被拉各斯泻湖包围。政府驻地为缅甸布尔马路21号。
阿帕帕港为尼日利亚全国最大港口，承载了该国进出口任务的相当大一部分。港口包括一个本为国有的集装箱码头，2005年出售给丹麦的A.P.穆勒-马士基集团。阿帕帕港的集装箱码头占地44公顷，最多可处理22万个标准箱的集装箱货物。共有6个泊位，水深10.5米，岸线总长950米，码头面积6400平方米。集装箱堆场有承载19.5万标准箱的能力。
福拉维约塔是阿帕帕的一幢大型12层公寓建筑，也是它的地标。内设游泳池、网球场和其他一些娱乐设施。境内的建筑还包括布阿集团的炼油厂等。它还有一个大的银行软件公司——海王星软件PLC。另外，阿帕帕还是尼日利亚日报《今天》总部所在地。